# Dan Barry (Comiczeichner)
Daniel Barry (* 11. Juli 1923 in Long Branch, New Jersey; † 25. Januar 1997) war ein US-amerikanischer Comiczeichner.

## Leben und Werk
Barry, älterer Bruder des Comiczeichners Sy Barry, begann seine Laufbahn als Comiczeichner im Jahr 1940, nachdem er die Textile High School und die American Artists School absolviert hatte. Danach arbeitete er unter anderem als angestellter Zeichner bei Otto Binder. Nachdem er im Jahr 1943 zur Air Force eingezogen wurde, schuf Barry für eine Militärzeitschrift den Comic Bombrack. Nach der Beendigung seiner Militärzeit zeichnete er in den Jahren 1947 und 1948 den daily strip Tarzan. Im Jahr 1951 beauftragte ihn das King Features Syndicate den daily strip Flash Gordon wiederzubeleben. Barry, der bei seinen Arbeiten an Flash Gordon unter anderem von Frank Frazetta und Al Williamson unterstützt wurde, hielt diesen Strip bis in die 1990er Jahre.